# Minō
Minō (japanisch 箕面市, -shi, auch Minoh) ist eine Stadt in der Präfektur Osaka in Japan.

## Geographie
Minō liegt nördlich von Osaka und südwestlich von Kyōto.

## Geschichte
Minō wurde am 1. Dezember 1956 gegründet.
Seit 2012 ist die Stadt Minō Namensgeberin für das dort erstmals entdeckte und beschriebene Mineral Minohlith (englisch Minohlite, IMA-Nr. 2012-035).

## Kultur und Sehenswürdigkeiten
- Katsuō-ji, ein Tempel
- Mino Washi, Kunstgalerie

## Städtepartnerschaft

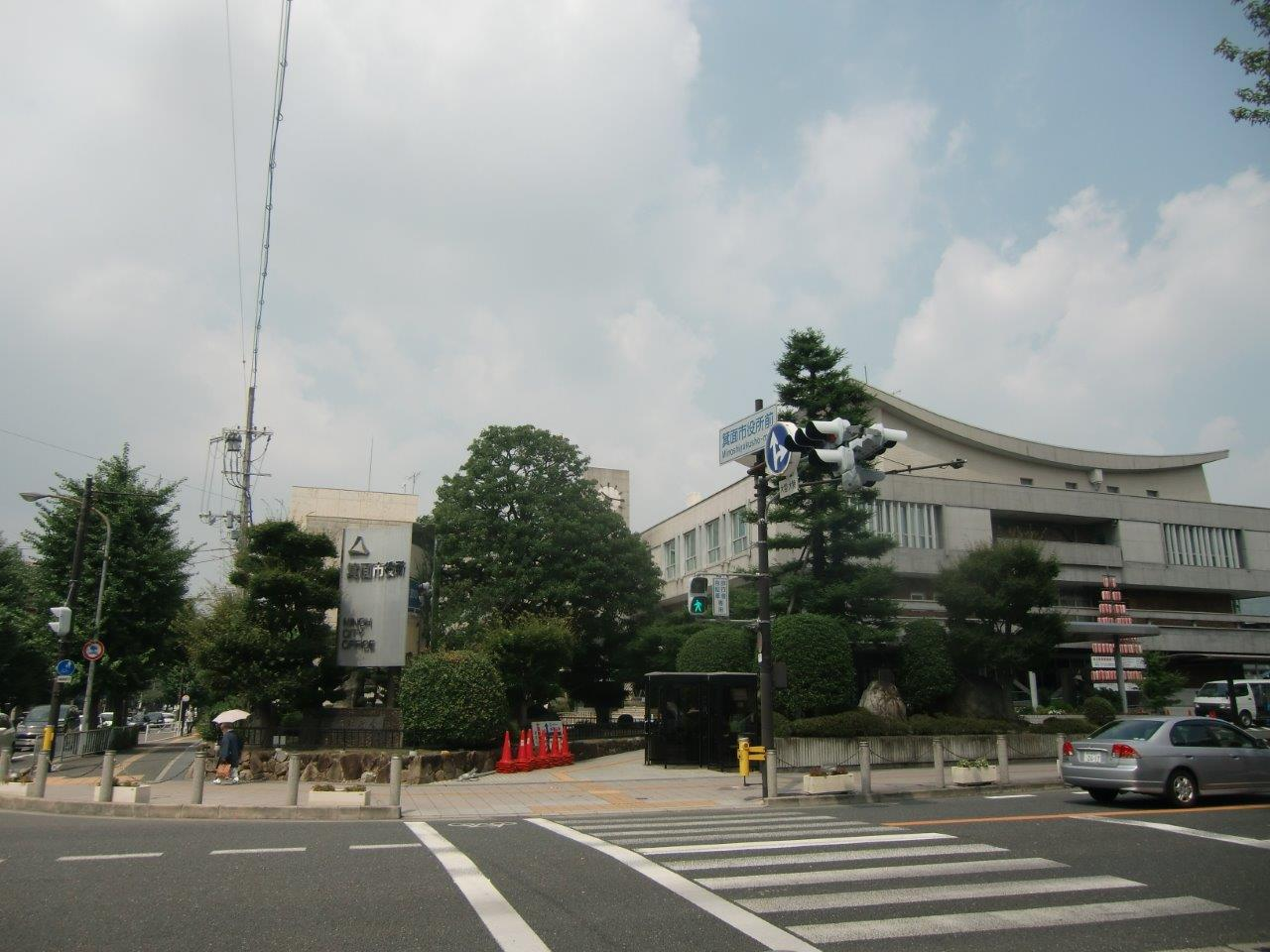
Das Rathaus von Minoh an der Prefectural Route 43

- Lower Hutt, Neuseeland
- Cuernavaca, Mexiko

## Verkehr
- Zug
  - Hankyu-Minoo-Linie

- Straße:
  - Nationalstraße 171,423

## Söhne und Töchter der Stadt
- Kei Marumo (* 1992), Synchronschwimmerin
- Kurumi Nara (* 1991), Tennisspielerin
- Ren Shibamoto (* 1999), Fußballspieler
- Ken Tajiri (* 1993), Fußballspieler
- Katō Yūsuke (* 1986), Fußballspieler

## Angrenzende Städte und Gemeinden
- Präfektur Osaka
  - Suita
  - Toyonaka
  - Ikeda
  - Ibaraki
  - Toyono
- Präfektur Hyōgo
  - Kawanishi